# 石原 (墨田区)
石原（いしわら）は、東京都墨田区の町名。現行行政地名は石原一丁目から石原四丁目。住居表示実施済み区域。
「いしわら」の読みが正式だが、現地では「いしはら」と読まれることがあり、蔵前橋通り沿いに設置された商店街の小型標識や交差点名表示の一部は「Ishihara」と表記されている。

## 地理
東京都墨田区の南西部、本所地域内に位置する。墨田区役所の南方約0.9kmに当たる。北で本所、東で太平、南で亀沢、西で横網と隣接する。地区の西側から東へ順に石原一丁目、同二丁目、同三丁目、東に石原四丁目が並ぶ。町域東辺で接する大横川は、現在は大横川親水公園として整備されている。

## 世帯数と人口
2025年（令和7年）3月1日現在（墨田区発表）の世帯数と人口は以下の通りである。
| 丁目       | 世帯数    | 人口     |
| ---------- | --------- | -------- |
| 石原一丁目 | 1,830世帯 | 2,826人  |
| 石原二丁目 | 1,469世帯 | 2,520人  |
| 石原三丁目 | 1,911世帯 | 3,108人  |
| 石原四丁目 | 1,743世帯 | 2,987人  |
| 計         | 6,953世帯 | 11,441人 |

### 人口の変遷
国勢調査による人口の推移。
| 年                 | 人口   |
| ------------------ | ------ |
| 1995年（平成7年）  | 7,262  |
| 2000年（平成12年） | 7,202  |
| 2005年（平成17年） | 8,154  |
| 2010年（平成22年） | 9,215  |
| 2015年（平成27年） | 9,998  |
| 2020年（令和2年）  | 11,119 |

### 世帯数の変遷
国勢調査による世帯数の推移。
| 年                 | 世帯数 |
| ------------------ | ------ |
| 1995年（平成7年）  | 3,060  |
| 2000年（平成12年） | 3,269  |
| 2005年（平成17年） | 3,941  |
| 2010年（平成22年） | 4,700  |
| 2015年（平成27年） | 5,354  |
| 2020年（令和2年）  | 6,364  |

## 学区
区立小・中学校に通う場合、学区は以下の通りとなる（2022年9月時点）。
| 丁目       | 番地     | 小学校             | 中学校             |
| ---------- | -------- | ------------------ | ------------------ |
| 石原一丁目 | 1〜27番  | 墨田区立二葉小学校 | 墨田区立両国中学校 |
| 石原一丁目 | 28〜41番 | 墨田区立外手小学校 | 墨田区立両国中学校 |
| 石原二丁目 | 15〜30番 | 墨田区立外手小学校 | 墨田区立両国中学校 |
| 石原二丁目 | 1〜14番  | 墨田区立二葉小学校 | 墨田区立両国中学校 |
| 石原三丁目 | 1〜18番  | 墨田区立二葉小学校 | 墨田区立錦糸中学校 |
| 石原三丁目 | 19〜34番 | 墨田区立外手小学校 | 墨田区立錦糸中学校 |
| 石原四丁目 | 25〜37番 | 墨田区立外手小学校 | 墨田区立錦糸中学校 |
| 石原四丁目 | 1〜24番  | 墨田区立二葉小学校 | 墨田区立錦糸中学校 |

## 交通
鉄道
西辺を通る清澄通り地下に都営地下鉄大江戸線が通るが、駅は設置されていない。両国駅および錦糸町駅が最寄り駅となる。
道路
- 東京都道315号御徒町小岩線（蔵前橋通り）
- 東京都道319号環状三号線（三ツ目通り）
- 東京都道463号上野月島線（清澄通り）

橋梁
- 大横川
  - 紅葉橋
  - 法恩寺橋 - 東京都道315号御徒町小岩線
  - 清平橋

## 事業所
2021年（令和3年）現在の経済センサス調査による事業所数と従業員数は以下の通りである。
| 丁目       | 事業所数  | 従業員数 |
| ---------- | --------- | -------- |
| 石原一丁目 | 173事業所 | 983人    |
| 石原二丁目 | 110事業所 | 982人    |
| 石原三丁目 | 164事業所 | 801人    |
| 石原四丁目 | 136事業所 | 976人    |
| 計         | 583事業所 | 3,742人  |

### 事業者数の変遷
経済センサスによる事業所数の推移。
| 年                 | 事業者数 |
| ------------------ | -------- |
| 2016年（平成28年） | 600      |
| 2021年（令和3年）  | 583      |

### 従業員数の変遷
経済センサスによる従業員数の推移。
| 年                 | 従業員数 |
| ------------------ | -------- |
| 2016年（平成28年） | 4,390    |
| 2021年（令和3年）  | 3,742    |

## 施設
- 墨田区立錦糸中学校
- 墨田区立二葉小学校
- 大横川親水公園
- 三誠 (アパレル)本社

## 史跡
- 徳之山稲荷神社

## その他

### 日本郵便
- 郵便番号 : 130-0011[3]（集配局 : 本所郵便局[14]）。